# Olimzhon Boboyev
Olimzhon Boboyev, ou em tajique; Олимҷон Бобоев, (5 de janeiro de 1952; Nilu, Hisor, RSS Tajique) é um político tajique, que se opõe ao governo do atual presidente Emomali Rahmon. Líder do Partido das Reformas Econômicas, ele foi o principal candidato da oposição nas eleições presidenciais de 2006 no Tajiquistão. Ele ganhou 6,2% do voto popular.

## Biografia
1975-1979 - estudante graduado da Academia Estatal de Administração de Moscou com o nome de S. Orzhenikidze,
1979-1991 - Professor Assistente, Chefe do Departamento de Economia e Organização dos Transportes do Instituto Politécnico do Tajiquistão,
1991-1993 - estudante de doutorado do Instituto de Economia Mundial e Relações Internacionais da Academia de Ciências do Tajiquistão,
1993-1994 - Reitor do Instituto Politécnico do Tajiquistão
1994-2000 - Reitor da Universidade de Comércio do Estado do Tajiquistão,
2001-2003 - Diretor do Instituto de Pesquisa em Transporte do Ministério dos Transportes da República do Tajiquistão,
2003-2008 - Reitor do Tajik Transport Institute,
2008-2009 - Vice-Ministro dos Transportes e Comunicações da República do Tajiquistão
2009-2010 - Reitor do Instituto Econômico do Tajiquistão,
2010-2011 - Ministro dos Transportes e Comunicações da República do Tajiquistão

2011-2015 - Diretor do Instituto de Economia e Etnografia da Academia de Ciências do Tajiquistão